# Чопея
Чопея (рум. Ciopeia) — село у повіті Хунедоара в Румунії. Входить до складу комуни Синтемерія-Орля.
Село розташоване на відстані 275 км на північний захід від Бухареста, 35 км на південь від Деви, 143 км на південь від Клуж-Напоки, 137 км на схід від Тімішоари.

## Населення
За даними перепису населення 2002 року у селі проживали 402 особи. Рідною мовою 401 особа (99,8%) назвала румунську.
Національний склад населення села:
| Національність | Кількість осіб | Відсоток |
| -------------- | -------------- | -------- |
| румуни         | 260            | 64,7%    |
| цигани         | 141            | 35,1%    |